# Súng trường Winchester
Súng trường Winchester là một loại súng trường bắn liên tục do công ty Winchester Repeating Arms của Hoa Kỳ chế tạo.
Năm 1848, nhà phát minh Walter Hunt của New York đã đưa ra ý tưởng về một loại súng trường bắn đi bắn lại nhiều lần một cách nhanh chóng. Khẩu súng đầu tiên do ông chế tạo là súng săn "Rocket Ball". Đến năm 1849, Lewis Jennings đã mua các bằng sáng chế của Hunt chế tạo một loại súng mới nhưng cơ cấu vẫn còn phức tạp. Sau đó, Horace Smith và Daniel Wesson đã mua lại bản quyền của Jennings. Họ cùng với Henry đã chế tạo ra mẫu súng trường mới, đặt theo tên của cổ đông lớn nhất của công ty, Oliver Winchester.
Súng Winchester còn các mẫu năm 1866, 1873, 1876, 1892, 1894, 1895, 88, 9422, 1885, 1903, 63, 1910, 1912. Súng từng được trang bị cho quân đội Thổ Nhĩ Kỳ chống lại nước Nga trong chiến tranh Chiến tranh Nga-Thổ Nhĩ Kỳ (1877–1878) góp phần gây thiệt hại lớn cho người Nga.